# Capoeta
Capoeta é um gênero de peixes da família Cyprinidae.

## Espécies
Contém as seguintes espécies:
- Capoeta aculeata (Valenciennes, 1844)
- Capoeta alborzensis Jouladeh-Roudbar, Eagderi, Ghanavi & Doadrio, 2016[2]
- Capoeta anamisensis Zareian, Esmaeili & Freyhof, 2016[3]
- Capoeta angorae (Hankó (hu), 1925)
- Capoeta antalyensis (Battalgil, 1944)
- Capoeta baliki Turan, Kottelat, Ekmekçi & İmamoğlu, 2006
- Capoeta banarescui Turan, Kottelat, Ekmekçi & İmamoğlu, 2006
- Capoeta barroisi Lortet, 1894
- Capoeta bergamae M. S. Karaman (sr), 1969
- Capoeta buhsei Kessler, 1877
- Capoeta caelestis Schöter, Özuluğ & Freyhof, 2009
- Capoeta capoetoides Pellegrin, 1938
- Capoeta capoeta (Güldenstädt, 1773)
- Capoeta coadi Alwan, Zareian & Esmaeili, 2016[4]
- Capoeta damascina (Valenciennes, 1842)
- Capoeta ekmekciae Turan, Kottelat, Kırankaya & Engin, 2006
- Capoeta erhani Turan, Kottelat & Ekmekçi, 2008
- Capoeta ferdowsii Jouladeh-Roudbar, Eagderi, Murillo-Ramos, Ghanavi & Doadrio, 2017[5]
- Capoeta fusca A. M. Nikolskii, 1897
- Capoeta gracilis (Keyserling, 1861)
- Capoeta kaput Levin, Prokofiev & Roubenyan 2019[6]
- Capoeta kosswigi M. S. Karaman (sr), 1969
- Capoeta mandica Bianco & Bănărescu, 1982
- Capoeta mauricii Küçük, Turan, Şahin & Gülle, 2009
- Capoeta pestai (Pietschmann, 1933)
- Capoeta pyragyi Jouladeh-Roudbar, Eagderi, Murillo-Ramos, Ghanavi & Doadrio, 2017[5]
- Capoeta razii Jouladeh-Roudbar, Eagderi, Ghanavi & Doadrio, 2017[7]
- Capoeta saadii (Heckel, 1847)
- Capoeta sevangi De Filippi, 1865
- Capoeta shajariani Jouladeh-Roudbar, Eagderi, Murillo-Ramos, Ghanavi & Doadrio, 2017[8]
- Capoeta sieboldii (Steindachner, 1864)
- Capoeta tinca (Heckel, 1843)
- Capoeta trutta (Heckel, 1843)
- Capoeta turani Özuluğ & Freyhof, 2008
- Capoeta umbla (Heckel, 1843)[9]